# San Sebastián Huehuetenango
San Sebastián Huehuetenango é uma cidade da Guatemala do departamento de Huehuetenango.